# Judith Toff
Judith (Judik, Judikje) Toff (geboren als Judik Tof, maar vanaf 1933 meestal geschreven als Toff) (Veendam, 13 september 1907 - Sobibór, 4 juni 1943) was een Nederlandse operazangeres. Zij werd in juni 1943 wegens haar Joodse afkomst gedood in het nazi-vernietigingskamp Sobibór.

## Levensloop
Toff werd in 1907 geboren als dochter van de slager Benjamin Tof en Hanna Woudstra. Zij groeide op in een Joods gezin in Veendam. Zij bleek op jonge leeftijd al over een goede stem te beschikken. Via diverse koren komt zij terecht bij het Auditorium van Friedrich Schmidt Marlissa, een Duitse zangpedagoog. In 1927 trad ze voor het eerst op als mezzosopraan. In 1929 verhuisde zij naar Amsterdam om verder te studeren aan het Conservatorium van Amsterdam. Zij volgde lessen bij Rose Schönberg en bij Johannes den Hertog. In 1934 studeerde ze af. Een jaar later debuteerde ze op de radio voor de AVRO. In de jaren daarna trad Toff veelvuldig op als zangeres. Haar laatste grote concert was kort na de Duitse inval in mei 1940.
In deze periode werd het Joodse artiesten verboden om voor niet-Joden op te treden. Toff bleef actief als zangeres binnen Joodse kringen. In februari 1942 trad zij nog een keer op. In juli 1942 trouwde ze met Jacob Sluijs.
Toff werd op 26 mei 1943 samen met haar man en een broer van haar man opgepakt tijdens een razzia in Amsterdam. Via Westerbork kwamen zij op 1 juni 1943 in Sobibór terecht, waar ze drie dagen later vergast werden. Ook haar ouders overleefden de oorlog niet. Zij dachten dat ze vanwege hun leeftijd de dans zouden ontspringen. Haar moeder overleed al in Kamp Vught, terwijl Toffs vader op 14 mei 1943 in Sobibór het leven verloor. Een zus genaamd Roza overleefde de oorlog door in Zaandam onder te duiken bij verzetsman Remmert Aten. Toff zelf zou ook de mogelijkheid hebben gehad, maar zou bij haar man hebben willen blijven.